# Plesiodactylactis
Genre
Plesiodactylactis est un genre de cnidaires anthozoaires de la famille des Cerianthidae.

## Liste des espèces
Selon World Register of Marine Species (9 janvier 2023) :
- Plesiodactylactis laevis (Calabresi, 1928)

## Systématique
Le nom valide complet (avec auteur) de ce taxon est Plesiodactylactis Leloup, 1942.